# Михайлюк, Тарас Леонидович
Тарас Леонидович Михайлюк (укр. Тарас Леонідович Михайлюк; род. 26 августа 1984, Днепропетровск) — украинский и российский футболист, защитник.

## Биография
Мать Михайлюка работала в ДЮСШ, поэтому он начал заниматься спортом рано. Занимался гимнастикой, плаванием, лёгкой атлетикой. В футбол перешёл в восемь лет. Первый тренер Геннадий Васильевич Чашин.
Два года занимался в днепропетровском интернате. 10-11 классы оканчивал в школе. Окончил институт физкультуры с красным дипломом. Учась в институте, нелегально играл в Краснодарском крае России в первенстве КФК. В 2004 году стал чемпионом Брянской области в составе команды «Цемент» Фокино. В 2005—2006 годах играл в «Бежице» Брянск. В 2007 году стал чемпионом Челябинской области в «Металлурге» Аша, в 2008 году играл с командой в КФК. После возвращения домой получил перелом ноги. 2009 год провёл в команде первой украинской лиги «Феникс-Ильичёвец» Калинино из Крыма. 2010 год начал в «Звезде» Кировоград, затем играл в российском первенстве КФК за «Магнит» Железногорск, в октябре — ноябре вновь выступал за «Феникс-Ильичёвец». В 2011—2013 годах играл за крымский клуб первой лиги «Крымтеплица» Молодёжное. Первую половины сезона 2013/14 провёл в «Гелиосе» Харьков. Следующие 1,5 года играл в чемпионате Харьковской области и любительском первенстве Украины за «Колос» Зачепиловка. В июле — августе 2015 провёл пять матчей в чемпионате Литвы в составе клуба «Круоя» Пакруойис. В сезоне 2015/16 играл в премьер-лиге КФС за «Океан» Керчь. Затем провёл 9 матчей за «Колос» Зачепиловка в чемпионате области. С сезона 2016/17 — в любительском клубе «Виктория» Николаевка.